# 「終戰」五十年
《「終戰」五十年》為1995年香港電視廣播有限公司新聞及資訊部製作的特備新聞節目，由無綫新聞資深記者李汶靜旁白，獲得該年度皮博迪獎。

## 分集
| 首播日期      | 主持           | 主題     |
| 1995年8月10日 | 李汶静、阮小清 | 戰敗國   |
| 1995年8月17日 | 李汶静、蘇啟智 | 侵略者   |
| 1995年8月24日 | 李汶静、戴熾賢 | 未還的債 |

## 節目製作人員
根據節目結束前的字幕：
- 主持：李汶靜

- 日本部分
  - 记者：阮小清、蘇啟智
  - 攝影：梁耀國

- 中国部分
  - 记者：蘇啟智、戴熾賢
  - 攝影：余雲峰、梁耀國

- 攝影助理：廖俊森
- 電子工程：余啓鳴
- 剪輯：戚偉祥
- 佈景設計：蔡文珊
- 佈景指導：何銳明
- 平面設計：潘智慧、梁美玉
- 平面指導：廖榮基
- 視訊效果：陳志傑、楊銘雄、嚴志健
- 配音混錄：楊志成
- 編輯：蘇啓智
- 導播：羅潤輝
- 策劃：李汶靜
- 監製：黃玉潔

## 參看
- 無綫新聞
- 中日關係
- 第二次世界大戰
- 中國抗日戰爭
- 三年零八個月 (1991年紀錄片)

## 外部連結
- 終戰五十年 （页面存档备份，存于）
- 50 Years After the War - View Winner | George Foster Peabody Awards.htm[]